# Броун, Патрик
Па́трик Бро́ун (англ. Patrick Browne, лат. Patricius Browne; 1720, Мейо, Коннахт, Ирландия — 29 августа 1790, Рашбрук, Мейо) — ирландский естествоиспытатель и врач.

## Биография
Патрик Броун родился, предположительно, в 1720 году в Вудстоке на территории графства Мейо. В 1737 году Патрик был отправлен к родственникам на Антигуа, однако через два года вернулся в Европу по причине болезни. Затем Броун учился медицине и естествознанию в Париже и Реймсе. В 1743 году под руководством Яна Фредерика Гроновиуса получил степень доктора медицины Лейденского университета.
Несколько лет Броун работал врачом в Лондоне, затем путешествовал по островам Вест-Индии. С 1746 по 1755 Патрик жил на Ямайке, изучал флору острова, после чего вернулся в Англию.
10 марта 1756 года вышло первое издание книги Броуна The civil and natural history of Jamaica. Иллюстрации к книге были выполнены Георгом Эретом. Книга была переиздана в 1789 году.
После издания книги о природе и истории Ямайки Патрик продолжил изучение островов Вест-Индии, около 1781 года он снова посетил Антигуа и Монтсеррат.
29 августа 1790 года Патрик Броун скончался.

## Некоторые научные работы
- Browne, P. (1756). The civil and natural history of Jamaica in three parts. 503 p., 49 p.

## Эпонимы
- Род растений Brownea Jacq., 1760, nom. cons.
- Вид млекопитающих Geocapromys brownii